# Speed Racer: Nova Geração
Speed Racer: The Next Generation (br: Speed Racer: Nova Geração) foi uma série de animação estadunidense desenvolvida pela Nickelodeon Studios baseada no anime/mangá Speed Racer. O protagonista desta série é Speed Racer Júnior, o segundo filho do Speed Racer Sênior. Speed Júnior cresceu em um orfanato sem saber quem eram seus pais até que a verdade lhe foi revelada pelo diretor da academia de corridas que ele passou a freqüentar. O diretor é Spritle Racer (Gorducho na dublagem em português da série original), que deixa bem claro que não favorecerá nenhum dos sobrinhos, o outro sobrinho sendo X Racer, filho primogênito de Speed Racer. a nova geração do speed racer se passa em 2000 muita coisa mudou depois que speed venceu a corrida com o mach 5 (Original) já que assitiu a speed racer next generation sabe que o mach 5 "Original" foi reconstruído mas na verdade esse não bem o mach 5 porque ele não possui todos os botões no volante como:g,a esses mais utilizados pelos speed racer original 